# 波前集
在数学分析中，特别是微局部分析中，一个分布 {\displaystyle f} 的波前集 {\displaystyle {\text{WF}}(f)} 在奇异支集 {\displaystyle {\text{singsupp}}(f)} 的基础上进一步刻画了 {\displaystyle f} 的奇异性。作为底空间余切丛的一个锥子集，一个分布的波前集不仅描述了这个分布的奇异点，并且同时描述了在每一点这个分布奇异的方向。“波前集”这个术语是由
拉尔斯·霍尔曼德尔在1970年左右引入的。实解析版本的波前集，定义在超函数上，称为“奇异支集”或“奇异谱”，稍早由佐藤干夫引入。

## 定义
在欧式空间的一个区域 {\displaystyle X\subset \mathbb {R} ^{n}} 中，一个分布 {\displaystyle u\in {\mathcal {D}}'(X)} 在一个点 {\displaystyle x\in X} 处的奇异纤维 {\displaystyle \Sigma _{x}(u)}，作为 {\displaystyle \mathbb {R} ^{n}\setminus \{0\}}的一个子集， 是在这一点所有奇异方向的余集。严格的定义用到傅里叶变换，{\displaystyle \xi \in \mathbb {R} ^{n}\setminus \{0\}} 不属于 {\displaystyle \Sigma _{x}(u)} 当且仅当存在紧支集光滑函数 {\displaystyle \phi \in C_{0}^{\infty }(X)} 以及 {\displaystyle \xi } 的一个锥邻域（在正实数乘法下不变） {\displaystyle \Gamma } 使得 {\displaystyle \phi (x)\neq 0}，并且在 {\displaystyle \Gamma } 中有如下估计：对于任意正整数 {\displaystyle N}，存在正常数 {\displaystyle C_{N}} 使得
{\displaystyle |{\widehat {(\phi u)}}(\eta )|\leq C_{N}(1+|\eta |)^{-N}\;\;\;\forall \;\eta \in \Gamma .}
（我们经常将这个估计写为{\displaystyle |{\widehat {\phi u}}(\eta )|=O(\langle \eta \rangle ^{-\infty })}。）
{\displaystyle f} 的波前集 {\displaystyle {\text{WF}}(u)} 定义为 
{\displaystyle {\text{WF}}(u)=\{(x,\xi )\in \mathbb {R} ^{n}\times (\mathbb {R} ^{n}\setminus \{0\}):\xi \in \Sigma _{x}(u)\}.}
由下面波前集在坐标变化下的性质，可以定义光滑流形 {\displaystyle X} 上的分布 {\displaystyle f} 的波前集 {\displaystyle {\text{WF}}(f)} 为余切丛去掉零截面 {\displaystyle T^{\ast }X\setminus 0} 的一个锥子集。
如果 {\displaystyle B:C_{0}^{\infty }(X)\to {\mathcal {D}}'(Y)}有Schwarz核 {\displaystyle K_{B}\in {\mathcal {D}}'(Y\times X)}，定义
{\displaystyle {\text{WF}}'(B)=\{(y,\eta ,x,\xi )\in T^{\ast }Y\times T^{\ast }X:(y,\eta ,x,-\xi )\in {\text{WF}}(K_{B}).}
对于拟微分算子 {\displaystyle A\in \Psi ^{m}(X)}， 可以验证 {\displaystyle {\text{WF}}'(A)} 包含于 {\displaystyle (T^{\ast }X\setminus 0)\times (T^{\ast }X\setminus 0)} 的对角线 {\displaystyle \Delta (T^{\ast }X\setminus 0)=\{(x,\xi ,x,\xi ):(x,\xi )\in T^{\ast }X\setminus 0\}}中。并且如果我们定义 {\displaystyle {\text{WF}}(A)\subset T^{\ast }X\setminus 0} 如下：{\displaystyle (x_{0},\xi _{0})\not \in {\text{WF}}(A)} 当且仅当在{\displaystyle (x_{0},\xi _{0})}的一个锥邻域中，{\displaystyle A} 的象征满足估计 
{\displaystyle \sigma (A)(x,\xi )=O(\langle \xi \rangle ^{-\infty })}
那么我们有 {\displaystyle (x,\xi )\in {\text{WF}}(A)} 当且仅当 {\displaystyle (x,\xi ,x,\xi )\in {\text{WF}}'(A)}。

### 等价定义
Hormander最早的定义用到了拟微分算子在分布上的作用：{\displaystyle {\text{WF}}(u)} 是所有满足如下性质的点 {\displaystyle (x,\xi )}在{\displaystyle T^{\ast }X\setminus 0} 中的补集：
存在 {\displaystyle (x,\xi )} 的锥邻域 {\displaystyle \Gamma } 使得对于任意的满足 {\displaystyle {\text{WF}}(A)\subset \Gamma } 的拟微分算子 {\displaystyle A\in \Psi ^{0}(X)}， 有 {\displaystyle Au\in C^{\infty }}。
另一个有用的等价定义用到FBI变换。

## 性质
（1） 如果记 {\displaystyle \pi :T^{\ast }X\setminus 0\to X} 为余切丛上自然投影，则 {\displaystyle \pi ({\text{WF}}(u))={\text{sing supp}}(u)}。
（2） 对于拟微分算子 {\displaystyle A\in \Psi ^{m}}， {\displaystyle {\text{WF}}(Au)\subset {\text{WF}}(A)\cap {\text{WF}}(u)}。特别的，我们有对于任意的光滑系数微分算子{\displaystyle a(x,D)}，{\displaystyle {\text{WF}}(a(x,D)u)\subset {\text{WF}}(u)}。
（3） 如果 {\displaystyle f:X\to Y} 是一个光滑映射，记 {\displaystyle N_{f}=\{(f(x);\eta )\in T^{\ast }Y,{}^{T}f(x)'\eta =0\}} 为 {\displaystyle f} 的法丛。如果 {\displaystyle u\in {\mathcal {D}}'(Y)}满足 {\displaystyle {\text{WF}}(u)\cap N_{f}=\emptyset }，那么我们可以“唯一的”定义 {\displaystyle u} 在 {\displaystyle f} 下的拉回 {\displaystyle f^{\ast }u\in {\mathcal {D}}'(X)}。并且我们有 {\displaystyle {\text{WF}}(f^{\ast }u)\subset f^{\ast }{\text{WF}}(u)}。 特别的，如果 {\displaystyle f} 是一个微分同胚，{\displaystyle {\text{WF}}(f^{\ast }u)=f^{\ast }{\text{WF}}(u)}。所以波前集定义在余切丛上是不取决于坐标的。
（4）令 {\displaystyle B:C_{0}^{\infty }(X)\to {\mathcal {D}}'(Y)} 如果将 {\displaystyle {\text{WF}}'(B)} 视作从 {\displaystyle T^{\ast }X} 到 {\displaystyle T^{\ast }Y} 的一个关系，并且记
{\displaystyle {\text{WF}}'_{X}(B)=WF'(B)^{-1}(0_{Y}),\;\;{\text{WF}}'_{Y}(B)=WF'(B)(0_{X})}。这里{\displaystyle 0_{X}}和{\displaystyle 0_{Y}}分别是{\displaystyle X}和{\displaystyle Y}上余切丛的零截面。则如果 {\displaystyle u\in {\mathcal {D}}'(X)}满足 {\displaystyle {\text{WF}}(u)\cap {\text{WF}}'_{X}(B)=\emptyset }，那么我们可以“唯一的”定义{\displaystyle Bu\in {\mathcal {D}}'(Y)}。并且我们有 {\displaystyle {\text{WF}}(Bu)\subset {\text{WF}}'(B)({\text{WF}}(u))\cup {\text{WF}}'_{Y}(B)}。
（5）如果 {\displaystyle A:C_{0}^{\infty }(X)\to {\mathcal {D}}'(Y)} 和 {\displaystyle B:C_{0}^{\infty }(Y)\to {\mathcal {D}}'(Z)} 满足 {\displaystyle {\text{WF}}'_{Y}(A)\cap {\text{WF}}'_{Y}(B)=\emptyset }，那么我们可以“唯一的”定义复合算子 {\displaystyle B\circ A:C_{0}^{\infty }(X)\to {\mathcal {D}}'(Z)}。并且我们有
{\displaystyle {\text{WF}}'(B\circ A)\subset ({\text{WF}}'_{Z}(B)\times (0_{X}))\cup (0_{Z}\times {\text{WF}}'_{X}(A))\cup ({\text{WF}}'(B)\circ {\text{WF}}'(A))}
这里最后一项是将波前集视为关系下的复合。

## 推广
以上所定义的波前集描述的是分布的关于 {\displaystyle C^{\infty }} 正则性的奇异性，类似的可以定义关于实解析性的波前集 {\displaystyle {\text{WF}}_{A}}，关于Gevery类 {\displaystyle G^{s}} 的波前集，关于Sobolev空间 {\displaystyle H^{s}} 的波前集等等。在使用FBI变换的定义中，这些波前集有一个很好的统一的描述。